# Tsutomu Sonobe
Tsutomu Sonobe (n. 29 martie 1958) este un fost fotbalist japonez.

## Statistici
| Japonia | Japonia | Japonia |
| An      | Meciuri | Goluri  |
| ------- | ------- | ------- |
| 1978    | 4       | 0       |
| 1979    | 0       | 0       |
| 1980    | 0       | 0       |
| 1981    | 3       | 0       |
| Total   | 7       | 0       |